# Euroazijanizam
Euorazijanizam (rus: евразийство, latinično: yevrazíystvo) je škola mišljenja u  Rusiji nastala početkom XX. stoljeća, koja podupire stajalište da Rusiju nije pravilno sagledavati niti kao dio Europe, niti kao dio Azije - nego da predstavlja zasebnu civilizaciju koja u svoj krug uvlači i susjedne zemlje i narode. Euroazijanisti danas, koriste spoznaje o povijesti i geopolitici kako bi promovirali tezu o neophodnosti ponovnog uspostavljanja ruske države na cjelokupnom području bivšeg Ruskog Carstva kao jedne velike euroazijske sile.
U suvremenoj Rusiji je ideja euroazijanizma utjecajna, ali uglavnom u uskim krugovima više politike i intelektualaca bliskih režimu Vladimira Putina. Kao najvažnijeg proponenta euroazijanizma današnjice, spominje se ruskog geopolitičara Aleksandra Dugina; koji zastupa tezu da je misija Rusije da predvodi kontinentalne sile u emancipaciji od sila čija se moć šire preko svjetskih mora, u prvom redu od Sjedinjenih Američkih Država.
Koncepcija euroazijanizma se u značajnoj mjeri sudara s idejama atlantizma (transatlatizma), kao koncepcije uske civilizacijske i geopolitičke povezanosti zemalja Sjeverne Amerike i Europe: naime u dijelovima bivšeg Ruskog carstva i zemalja koje su bile pod povijesnim ruskim utjecajem postoje snažne težnje da se udalje od Rusije i pristupe u atlantski geopolitički krug.
Ideje euroazijanizma se nadopunjuju s idejama tzv. Ruskog svijeta.

## Vanjske poveznice
- "Russian Eurasianism: An Ideology of Empire", Sarah Dixon Klump, (Kennan Institute), 7. srpnja 2011. Pristupljeno 29. travnja 2025.
- "Rat svjetova, euroazijanizam protiv atlantizma", (knjiga) Jure Vujić, Minerve, Synergies europeennes, 2012.